# Herbert Neumann
Herbert Neumann (Keulen, 14 november 1953) is een voormalig Duitse voetballer en voetbalcoach. In Nederland was hij als trainer actief bij Vitesse, NAC Breda en VVV-Venlo. In 1995 was hij in België ook even trainer van RSC Anderlecht.

## Carrière

### Als speler
Herbert Neumann was een beloftevolle tiener toen hij eind jaren 60 ontdekt werd door 1. FC Köln. Een grote doorbraak kwam er echter niet meteen, waardoor de blonde middenvelder, die beschouwd werd als een mogelijke opvolger van clubicoon Wolfgang Overath, de reputatie van eeuwige belofte kreeg.
De club behield het vertrouwen in Neumann en zag hoe de Duitser in de jaren 70 dan toch uitgroeide tot een steunpilaar. Hij vormde met Heinz Flohe de as van het team en had een belangrijk aandeel in de landstitel en bekerwinst van 1978. Hierdoor kwam hij ook in aanmerking voor de nationale ploeg. Van bondscoach Helmut Schön mocht hij in 1978 meespelen in een interland tegen Engeland. Voor het WK 1978 in Argentinië werd hij niet geselecteerd.
Sportief kende hij een goede periode in Keulen, maar met coach Hennes Weisweiler klikte het niet. In 1980 verliet hij de club en vertrok hij naar het buitenland. In Italië voetbalde Neumann achtereenvolgens voor Udinese en Bologna. Met die laatste club kon hij de degradatie niet voorkomen en dus zocht hij andere oorden op. Na een mislukte testperiode bij Arsenal en onderhandelingen met FC Basel en FC Nürnberg keerde de levensgenieter uiteindelijk terug naar FC Köln, met wie hij meteen de beker won. In 1983 verhuisde de 30-jarige Neumann naar het Griekse Olympiakos, alvorens zijn carrière af te sluiten bij het Zwitserse FC Chiasso, waar hij vanaf 1986 ook de sportieve leiding kreeg.

### Statistieken
| Seizoen | Club               | Land        | Competitie     | Duels | Goals |
| ------- | ------------------ | ----------- | -------------- | ----- | ----- |
| 1972/73 | 1. FC Köln         | Duitsland   | Bundesliga     | 17    | 0     |
| 1973/74 | 1. FC Köln         | Duitsland   | Bundesliga     | 22    | 4     |
| 1974/75 | 1. FC Köln         | Duitsland   | Bundesliga     | 31    | 9     |
| 1975/76 | 1. FC Köln         | Duitsland   | Bundesliga     | 28    | 3     |
| 1976/77 | 1. FC Köln         | Duitsland   | Bundesliga     | 9     | 0     |
| 1977/78 | 1. FC Köln         | Duitsland   | Bundesliga     | 34    | 8     |
| 1978/79 | 1. FC Köln         | Duitsland   | Bundesliga     | 25    | 5     |
| 1979/80 | 1. FC Köln         | Duitsland   | Bundesliga     | 18    | 6     |
| 1980/81 | Udinese            | Italië      | Serie A        | 25    | 1     |
| 1981/82 | Bologna            | Italië      | Serie A        | 20    | 1     |
| 1982/83 | 1. FC Köln         | Duitsland   | Bundesliga     | 10    | 1     |
| 1983/84 | Olympiakos Piraeus | Griekenland | Alpha Ethniki  | 23    | 4     |
| 1984/85 | FC Chiasso         | Zwitserland | Nationalliga B | --    | -     |
| 1985/86 | FC Chiasso         | Zwitserland | Nationalliga B | --    | -     |
| 1986/87 | FC Chiasso         | Zwitserland | Nationalliga B | --    | -     |
| 1987/88 | FC Chiasso         | Zwitserland | Nationalliga B | --    | -     |
| 1988/89 | FC Chiasso         | Zwitserland | Nationalliga B | --    | -     |

### Als trainer
Ook na zijn spelerscarrière bleef Neumann in Zwitserland. De Duitser ging in de hoofdstad aan de slag bij FC Zürich. Hij loodste de club in 1990 opnieuw naar de hoogste afdeling. In 1992 werd Neumann aangesteld als trainer van Vitesse. Jan Jongbloed werd zijn assistent. Onder Neumanns leiding won Vitesse geen prijzen, maar dwong het wel meermaals Europees voetbal af.
In de zomer van 1995 ruilde hij Nederland in voor België. Neumann volgde Johan Boskamp op bij RSC Anderlecht. De lat lag hoog, want Boskamp had in drie jaar tijd evenveel titels gewonnen. Neumann kon het succes van zijn voorganger niet evenaren, integendeel. Al in augustus stelde hij het bestuur zwaar teleur. Anderlecht verloor in de voorronde van de Champions League in eigen huis tegen het in theorie minder sterke Ferencváros. Neumann had het niet nodig geacht om de tegenstander te scouten. Bovendien verloor paars-wit ook de twee eerste competitiewedstrijden. Neumann werd reeds op 12 augustus ontslagen.
De Duitser werd nadien gelinkt aan Feyenoord, waar hij genoemd werd als opvolger van Wim van Hanegem. Hij tekende uiteindelijk in oktober 1995 een contract voor twee seizoenen bij İstanbulspor AŞ. Hij volgde er Leo Beenhakker op. Het was zijn landgenoot en hulptrainer Fritz Korbach die hem bij het bestuur had aanbevolen.
In 1997 keerde Neumann terug naar de Eredivisie, waar hij ditmaal trainer werd van NAC Breda. In oktober 1998 verliet hij NAC en keerde terug naar Vitesse. Hij werd er de vervanger van de Portugees Artur Jorge. Exact een jaar later werd ook Neumann buiten de deur gezet.
Vervolgens zat de gewezen voetballer een tijd zonder club. Pas in 2005 dook hij weer op. De Duitser nam VVV-Venlo onder zijn hoede, maar werd nog voor aanvang van het seizoen 2006/07 ontslagen na een meningsverschil met het bestuur.
Sinds augustus 2012 is hij columnist voor de Kölner Stadt-Anzeiger'.

## Erelijst

### Als speler
| Nationaal              |    |                  |
| Kampioen van Duitsland | 1x | 1978             |
| DFB-Pokal              | 3x | 1977, 1978, 1983 |

### Als trainer
| Nationaal          |    |      |
| Belgische Supercup | 1x | 1995 |

## Privé
In 2024 werd bekend dat Neumann al enige jaren op straat zou leven.